# Cheimonophyllum
Cheimonophyllum är ett släkte av svampar. Cheimonophyllum ingår i familjen Cyphellaceae, ordningen Agaricales, klassen Agaricomycetes, divisionen basidiesvampar och riket svampar.
|                 | Cyphella |
|                 | |
| Cheimonophyllum | \| \| Cheimonophyllum candidissimum \| \| \| \| \| \| Cheimonophyllum roseum \| \| \| \| \| \| Cheimonophyllum stipticoides \| \| \| \| |
|                 | \| \| Cheimonophyllum candidissimum \| \| \| \| \| \| Cheimonophyllum roseum \| \| \| \| \| \| Cheimonophyllum stipticoides \| \| \| \| |
|                 | Campanophyllum |
|                 | |
|                 | Incrustocalyptella |
|                 | |
|                 | Cunninghammyces |
|                 | |
|                 | Chondrostereum |
|                 | |
|                 | Phaeoporotheleum |
|                 | |
|                 | Asterocyphella |
|                 | |
|                 | Granulobasidium |
|                 | |
|                 | Gloeostereum |
|                 | |
|                 | Dendrocyphella |
|                 | |
|                 | Catilla |
|                 | |
|                 | Thujacorticium |
|                 | |
|                 | Hyphoradulum |
|                 | |
|                 | Sphaerobasidioscypha |
|                 | |
|                 | Seticyphella |
|                 | |
|                 | Gloeocorticium |
|                 | |
|                 | Cheimonophyllum candidissimum |
|                 | |
|                 | Cheimonophyllum roseum |
|                 | |
|                 | Cheimonophyllum stipticoides |
|                 | |

|  | Cheimonophyllum candidissimum |
|  |                               |
|  | Cheimonophyllum roseum        |
|  |                               |
|  | Cheimonophyllum stipticoides  |
|  |                               |

## Källor

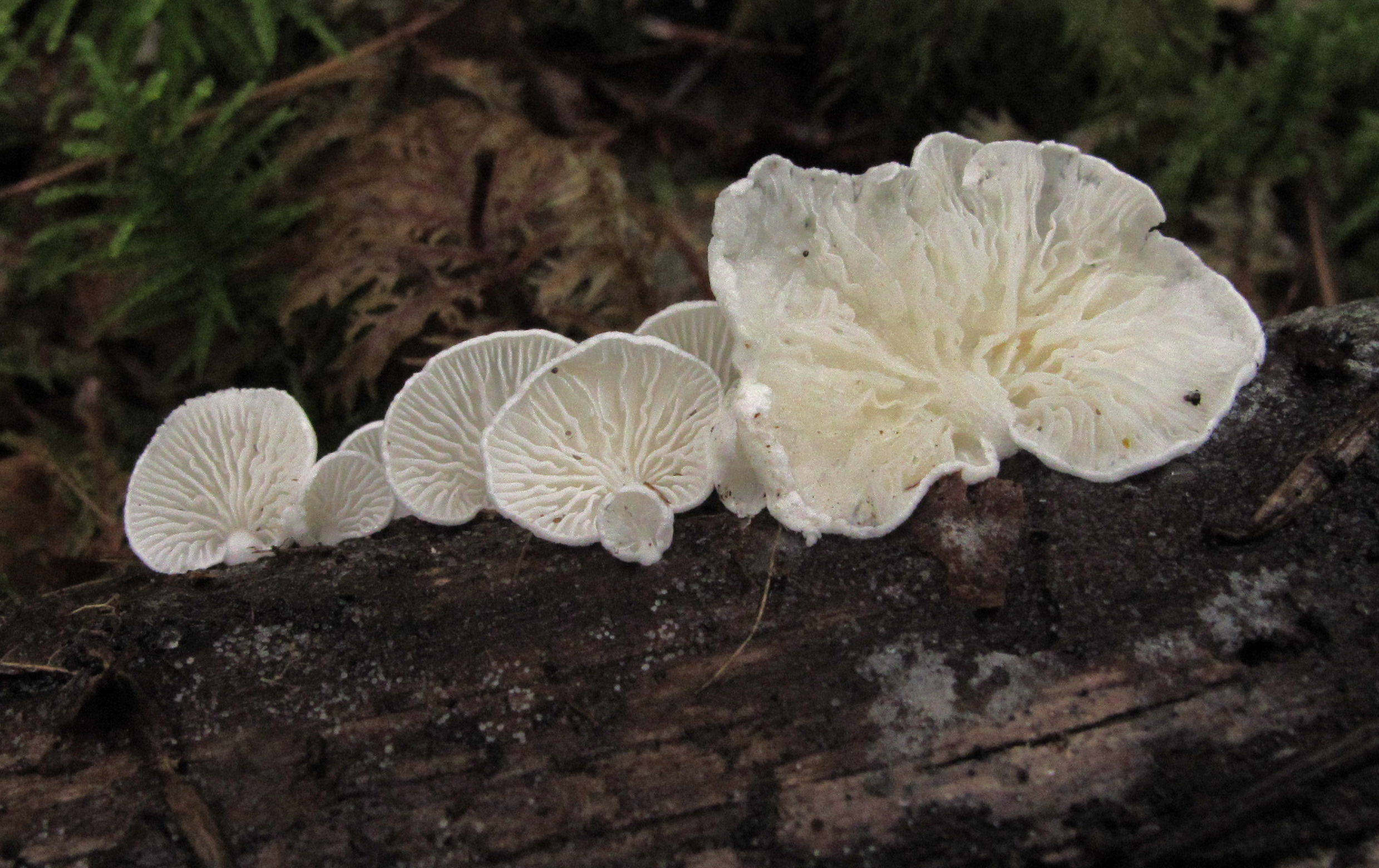
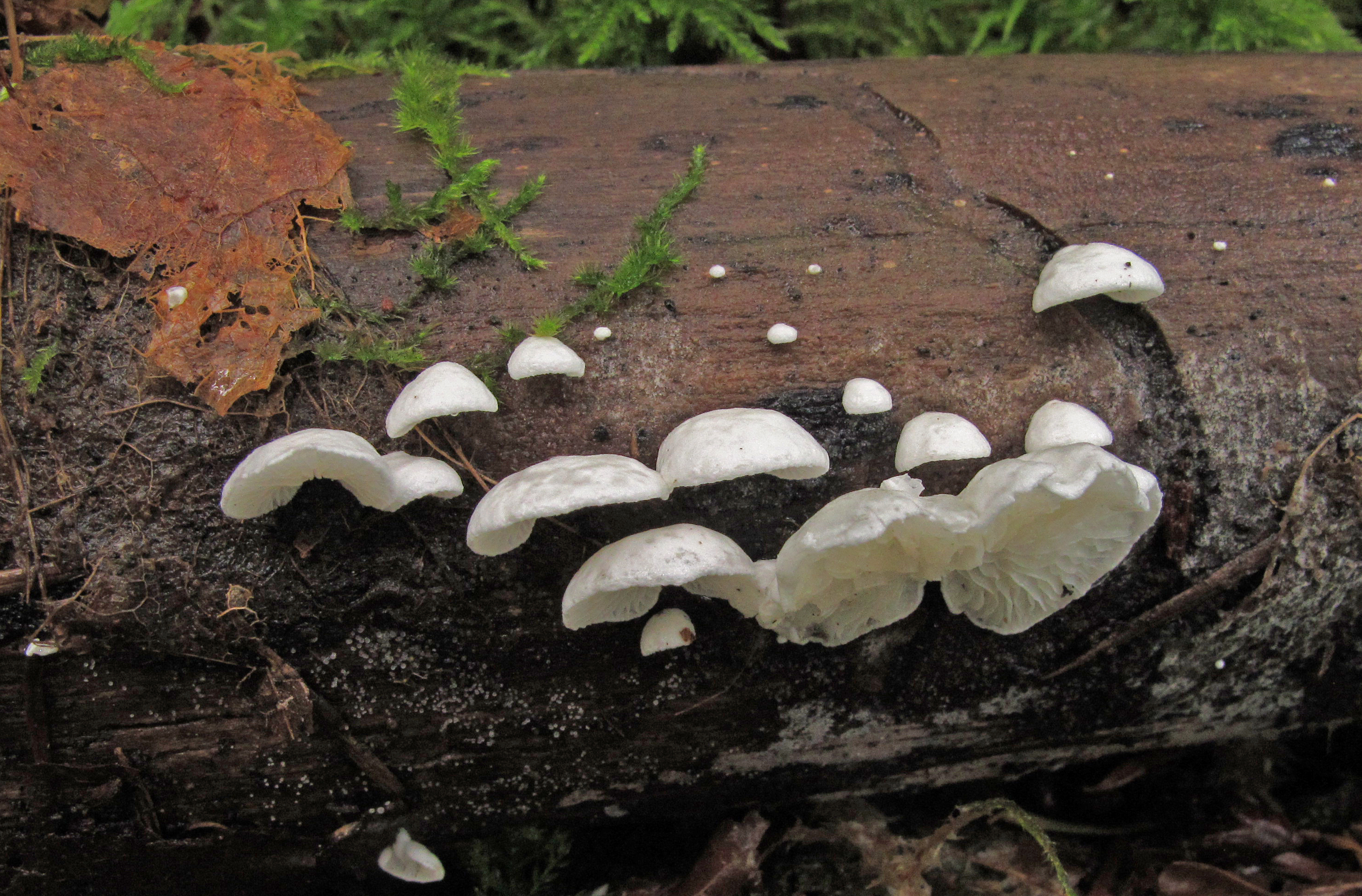
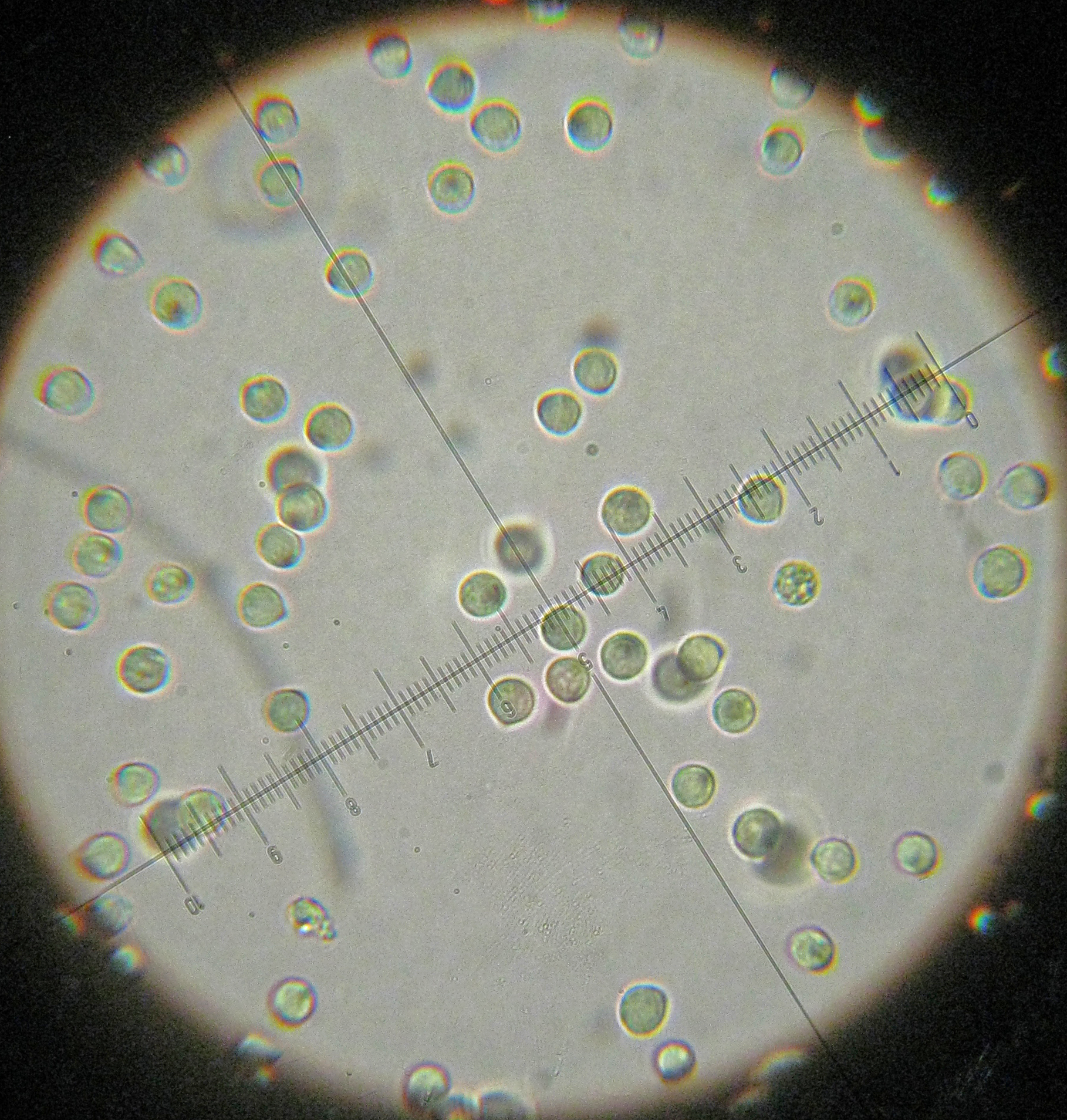
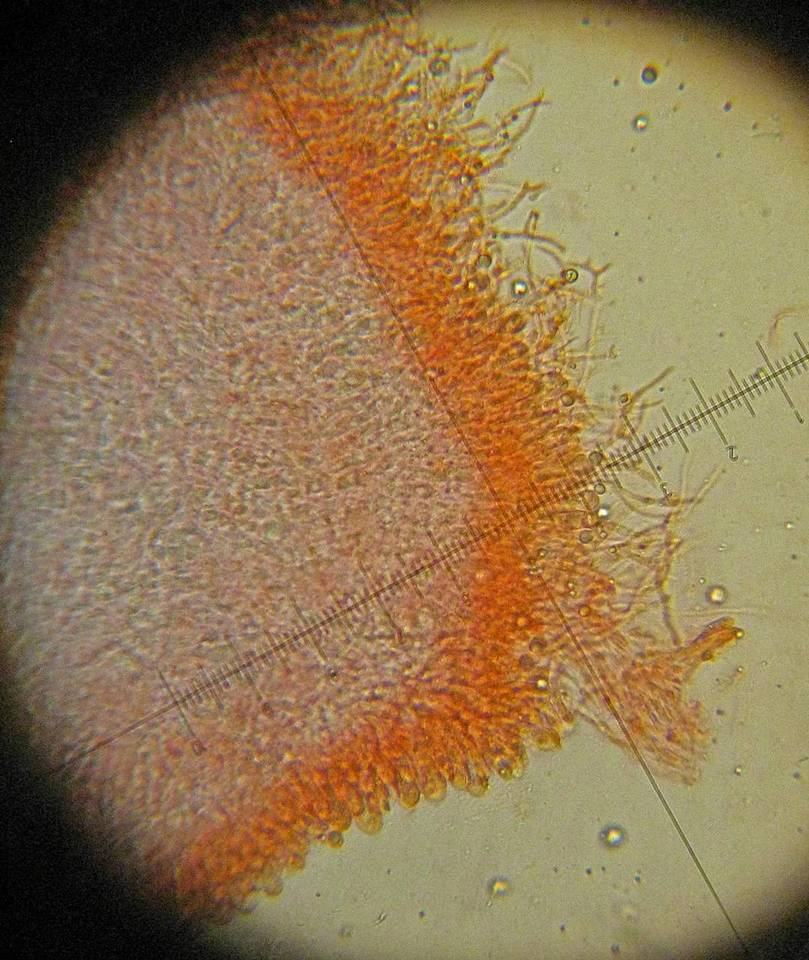